# Amelia Aparicio
Amelia Aparicio (Cuenca, España, febrero de 1921 - † São Paulo, Brasil, diciembre de 2010) fue una actriz española.

## Trayectoria
Desarrolló toda su carrera casi exclusivamente sobre los escenarios, cultivando especialmente los géneros cómico y la llamada revista musical española. Su actividad artística fue especialmente notable desde la década de 1950 con decenas de representaciones en la cartelera de la ciudad de Madrid. De esa etapa pueden mencionarse títulos como A lo loco, a lo loco (1954), La blanca doble (1954) o ¡Ay que loca! (1957). En aquellos años compartió escenario con algunos de los más relevantes artistas del género, como Gracia Imperio, Raquel Daina, Antonio Garisa, Zori y Santos o Maruja Boldoba.
En las décadas de 1970 y 1980 su carrera tomó un nuevo impulso y alcanzó mayores cotas de popularidad al vincularse artísticamente con la actriz Lina Morgan, junto a la que intervino en algunos de los títulos más taquilleros de la época, como Pura, metalúrgica (1975), La marina te llama (1977), Vaya par de gemelas (1981) - en la que interpretaba a la madre de Morgan -, Sí al amor (1983) y El último tranvía (1987).
Tras retirarse, trasladó su residencia a Brasil junto a su hijo el cantante Manolo Otero, fruto de su matrimonio con el barítono Manuel Otero.

## Obras representadas
- Vales un Perú (1946)
- Yo soy casado, señorita (1948)
- ¡A lo loco a lo loco! (1954)
- La blanca doble (1954)
- Paká y Payá (1954)
- Tres gotas nada más (1954)
- ¡Ay, qué loca! (1957)
- El Festival del beso (1958)
- ¡A vivir del cuento! (1959)
- Las tres y Díez (1959)
- El rey de oros (1961)
- Matrimonio sin hijos (1961)
- Un par de alas (1961)
- Las bisnietas del Julian (1964)
- El muerto de risa (1965)
- La isla de los sueños posibles (1970)
- Platero y yo (1973)
- La señora es el señor (1975)
- Pura, metalúrgica (1975)
- La marina te llama (1977)
- Vaya par de gemelas (1981)
- Sí al amor (1985)
- El último tranvía (1987)